# Peter Christian Ludz
Peter Christian Ludz (* 22. Mai 1931 in Stettin; † 2. September 1979 in Traubing) war ein deutscher Politologe und Soziologe. Er galt als einer der wichtigsten Akteure der DDR-Forschung und der vergleichenden Deutschlandforschung.

## Leben

### Herkunft, Schulbildung, Studium
Ludz war Sohn eines evangelischen Pastors. Von 1937 bis 1941 besuchte er in Berlin die Volksschule, von 1941 bis 1949 das Gymnasium in Berlin und Ingolstadt. Sein Abitur erwarb er 1949 am Humanistischen Gymnasium in Berlin-Zehlendorf.
Anschließend studierte Ludz bis 1956 Volkswirtschaftslehre, Soziologie, Philosophie, Politikwissenschaft und Geschichte an der Johannes Gutenberg-Universität Mainz, der Ludwig-Maximilians-Universität München, der Freien Universität Berlin, der Sorbonne und am Collège de France.
Sein Examen als Diplom-Volkswirt bestand er 1953 in München. 1955 erfolgte in Berlin seine Promotion bei Hans-Joachim Lieber.

### Forschung, Lehre, Politikberatung und Standort
1957 trat Ludz eine Stelle als wissenschaftlicher Assistent am Institut für politische Wissenschaft (IfpW) der Freien Universität Berlin an, das von Otto Stammer geleitet wurde. Dort befasste er sich erstmals mit Studien zur DDR. 1958 wurde er Nachfolger von Ernst Richert als Leiter der Institutsabteilung Sowjetische Besatzungszone. 1967 habilitierte er sich in Berlin mit der Studie Parteielite im Wandel – in der Bundesrepublik Deutschland das erste Habilitationsverfahren zu einem DDR-Thema. Noch im selben Jahr berief ihn die Freie Universität Berlin zum ordentlichen Professor für die Wissenschaft von der Politik mit besonderer Berücksichtigung der Theorie der Politik. 1970 folgte Ludz einem Ruf an die neu gegründete Universität Bielefeld und war dort als Professor für Politische Wissenschaft und Soziologie tätig. 1973 wechselte er nach München an das Geschwister-Scholl-Institut. Dort übernahm er den Lehrstuhl für Politische Wissenschaft I, den früheren Lehrstuhl Eric Voegelins.
1967/68 war Ludz Mitglied einer Kommission des Senats von Berlin, die ein Gutachten zur Lage der Ausbildung, Politik und Wirtschaft der Stadt verfasste. Für die Regierung der Bundesrepublik Deutschland konzipierte Ludz 1971, 1972 und 1974 die Materialien zur Lage der Nation. Ab 1975 war er Mitglied des Vorstands und der Forschungsleitung in der Stiftung Wissenschaft und Politik. Für das von Egon Franke geführte Bundesministerium für innerdeutsche Beziehungen leitete er von 1975 bis 1978 den Arbeitskreis für vergleichende Deutschlandforschung, der ein vierbändiges Gutachten zum Stand der DDR- und vergleichenden Deutschlandforschung anfertigte. 1975 brachte Ludz zudem das DDR-Handbuch heraus. Dieses Nachschlagewerk fand weite Verbreitung und wurde 1979, kurz nach dem Tod von Ludz, in zweiter Auflage publiziert.
Ludz selbst äußerte sich zu der Mitte/Ende der 1970er Jahre erst langsam herauskristallisierenden Institutionalisierung einer Disziplin für Politische Wissenschaften in der DDR. Nachdem dort Ende 1974 ein Nationalkomitee für politische Wissenschaften der DDR gegründet worden war, nahm Ludz den XI. Weltkongress für Politische Wissenschaft, den die International Political Science Assoziation in Moskau im August 1979 veranstaltete, zum Anlass, personelle und inhaltliche Unterschiede zwischen dem sowjetischen und dem ostdeutschen Politologenverband darzustellen.
Ludz forderte von der DDR-Forschung eine deutliche Orientierung am Postulat der Werturteilsfreiheit von Wissenschaft. Seine eigene normative Ausrichtung wird als eine Mischung aus sozial-liberaler und konservativ-technokratischer Standpunkte beschrieben.

### Gastvorlesungen
Von 1967 bis 1975 hielt Ludz viele Gastvorlesungen an Universitäten in den Vereinigten Staaten, unter anderem an der Harvard University, der Yale University, Princeton University, der Stanford University, der University of Michigan, der University of California, Berkeley, der University of Texas at Austin, der Washington University in St. Louis, der Georgetown University, der University of Connecticut, der University of New Hampshire, der Columbia University, der New School for Social Research, der City University of New York und am Macalester College. Gastvorlesungen führten Ludz zudem nach Großbritannien, Dänemark, Jugoslawien, Japan, Kanada und Chile.

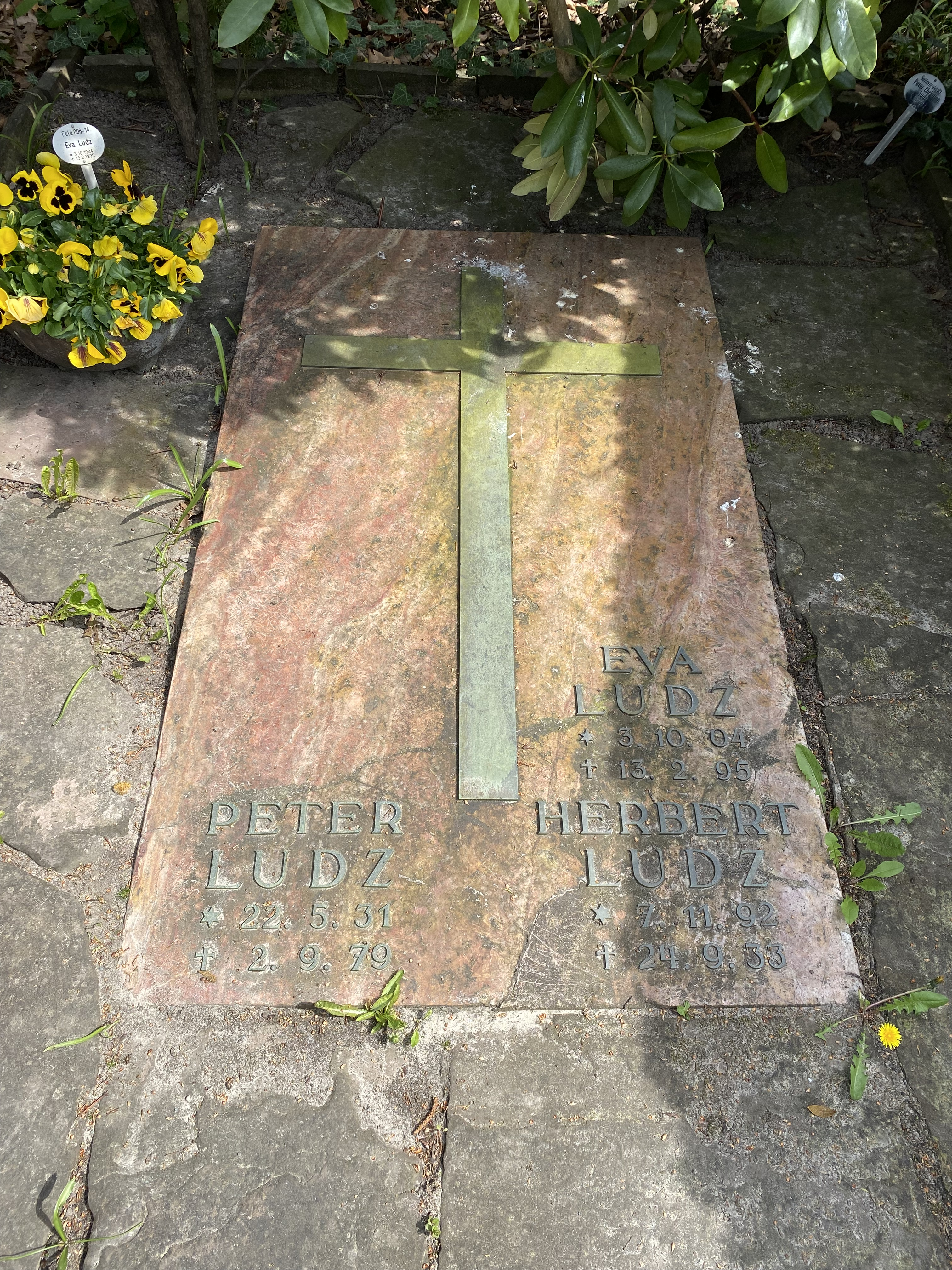
Grabstätte auf dem Friedhof Zehlendorf

### Mitgliedschaften in publizistischen Gremien
Von 1971 bis 1978 gehörte er dem Herausgebergremium der Politischen Vierteljahresschrift an. Ab 1970 zählte er zu den Herausgebern der Schriftenreihe Gesellschaft und Wissenschaft im Mohr Siebeck Verlag, ab 1971 war Ludz einer der Editoren des International Journal of Contemporary Sociology. Ab 1973 zählte er zu den Herausgebern des International Journal of Sociology, der Studies in Comparative Communism und des Canadian Review of Studies in Nationalism. 1979 wurde er schließlich in den Herausgeberkreis der Kölner Zeitschrift für Soziologie und Sozialpsychologie berufen.

### Ende
Ludz galt als rastloser, seine Gesundheit nicht schonender Mensch, der als Wissenschaftler an sich selbst, seine Fachkollegen und seine Studenten die höchsten Ansprüche stellte. Diese rigide wissenschaftliche Arbeitsmoral führte mitunter zu scharfen Konflikten.
1975 erlitt er einen Herzinfarkt. Am 2. September 1979 nahm er sich, offenbar infolge eines schweren Erschöpfungszustandes, das Leben. Seine letzte Ruhestätte fand er auf dem Berliner Friedhof Zehlendorf (Grablage 006-14). 

## Werk

### Industriegesellschaftlicher Wandel der DDR

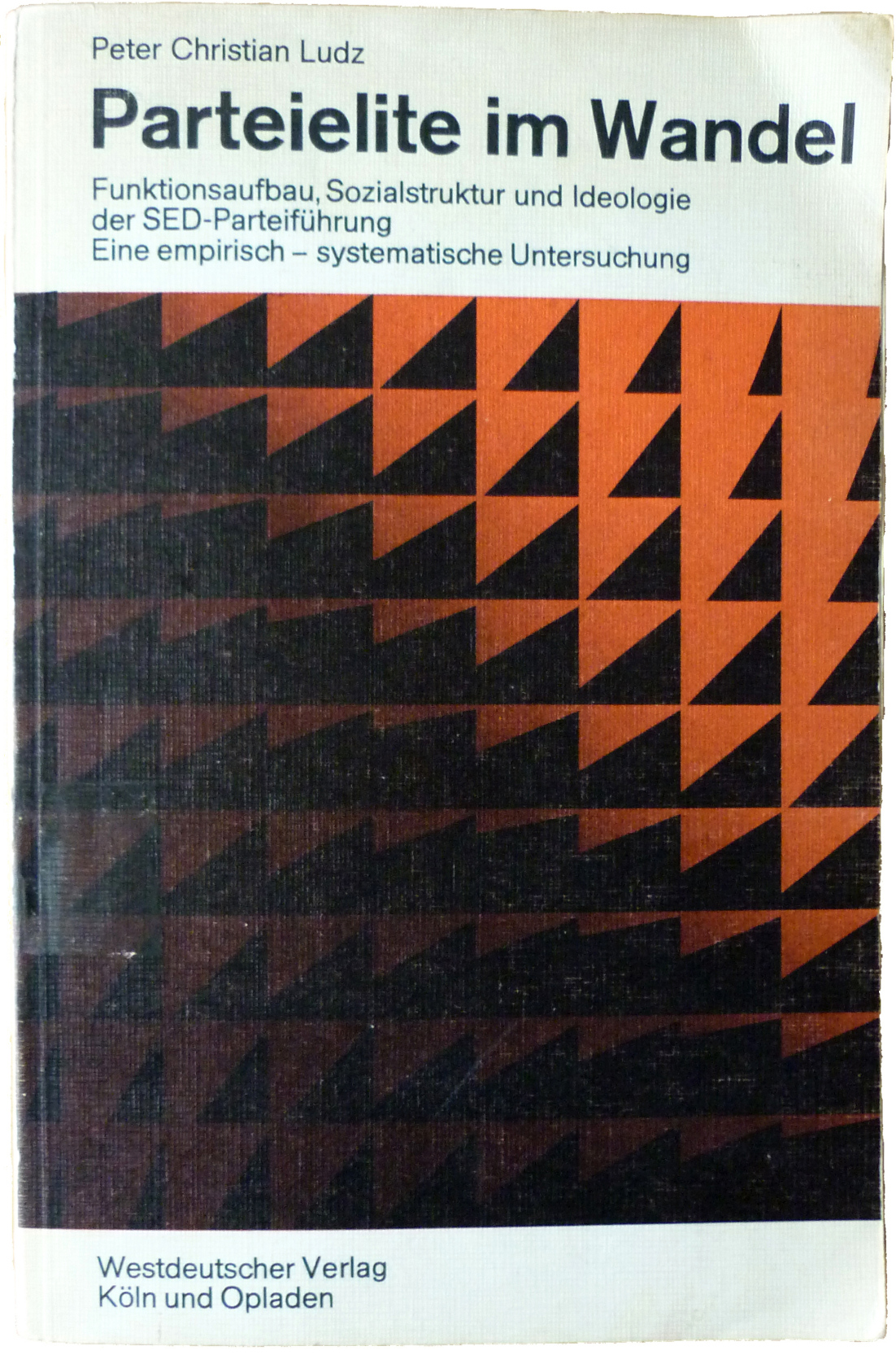
Cover der dritten Auflage von Parteielite im Wandel

Ludz’ Werk umfasst – Beiträge für Zeitungen nicht eingerechnet – nahezu 200 Titel. Dabei ist er vor allem als DDR-Forscher bekannt geworden.
In seiner Habilitationsschrift unterstellte Ludz einen entscheidenden organisatorischen, sozialstrukturellen und ideologischen Wandel in der politischen Führung der DDR. Dieser durch die industriegesellschaftliche Dynamik erzeugte Wandel sei mit der tradierten Totalitarismustheorie, die Ludz bereits in der ersten Hälfte der 1960er Jahre scharf kritisierte, nicht angemessen zu erfassen. Nach Ludz drängten in der DDR Fachleute und akademische ausgebildete Kader in politische und wirtschaftliche Führungspositionen und bildeten dort eine „institutionalisierte Gegenelite“. Diese konkurriere mit dem althergebrachten, harten Führungskern um Walter Ulbricht, den Ludz als „strategische Clique“ bezeichnete. Terror und Zwang als gesellschaftliches Herrschaftsmittel werden nach Ludz zunehmend von einem kooperativeren Herrschaftsstil abgelöst, den Ludz „konsultativer Autoritarismus“ nennt. Obgleich diese Arbeit, die vier Auflagen erlebte, eine davon in Englisch, und weitere Schriften von Ludz die DDR-Forschung in neue Bahnen lenkten und dort empirisch orientierte sowie sozialwissenschaftliche Studien anregten, gilt Ludz’ These, die „strategische Clique“ erleide durch das Aufkommen fachorientierter Kader Einflussverluste, als durch die historische Entwicklung der DDR widerlegt.

### Weitere Arbeitsfelder
Das Œuvre von Ludz enthält neben den Forschungen zur DDR vielfältige philosophische, soziologische, wissenschaftstheoretische, ideologiegeschichtliche und ideologiekritische Studien. Immer wieder verfasste Ludz Untersuchungen zu den Themenkreisen Intelligenz, Ästhetik, Entfremdung, Macht, Konflikt und sozialer Wandel sowie zum Zusammenhang von Ästhetik und Politik. Ihn interessierten unter anderem die Sozialgeschichte von Freimaurerlogen und Geheimbünden, die Literatursoziologie, die politischen und ästhetischen Schriften von Georg Lukács oder geistesgeschichtliche Fragen der französischen Spätrenaissance und des französischen Materialismus. Mit Werken von Georg Wilhelm Friedrich Hegel, Ludwig Feuerbach und Karl Marx setzte er sich genauso auseinander wie mit aktuellen Positionen des Eurokommunismus.

### Ausgewählte Editionen und Schriften
Herausgeberschaften
- Spengler heute. 6 Essays. Mit einem Vorwort von Hermann Lübbe, Beck, München 1980, ISBN 3-406-07600-9.
- Geheime Gesellschaften (Wolfenbütteler Studien zur Aufklärung), Schneider, Heidelberg 1979, ISBN 3-7953-0720-1.
- DDR-Handbuch  herausgegeben vom Bundesministerium für Innerdeutsche Beziehungen. Wissenschaftliche Leitung: Peter Christian Ludz. Unter Mitwirkung von Johannes Kuppe, 2., völlig überarbeitete und erweiterte Auflage, Köln : Verlag Wissenschaft u. Politik 1979, ISBN 3-8046-8515-3.
- Soziologie und Marxismus in der Deutschen Demokratischen Republik, 2 Bände, Luchterhand, Neuwied 1972.

Monographien
- Die DDR zwischen Ost und West. Politische Analysen 1961–1976, Beck, München 1977, ISBN 3-406-06754-9.
- Ideologiebegriff und marxistische Theorie. Ansätze zu einer immanenten Kritik, Opladen, Westdeutscher Verlag 1976, ISBN 3-531-11296-1.
- Deutschlands doppelte Zukunft. Bundesrepublik und DDR in der Welt von morgen. Ein politischer Essay, Hanser, München 1974, ISBN 3-446-11862-4.
- Parteielite im Wandel. Funktionsaufbau, Sozialstruktur und Ideologie der SED-Führung. Eine empirisch-systematische Untersuchung (Schriften des Instituts für Politische Wissenschaft, 21), Westdeutscher Verlag, Köln [u. a.] 1968.

## Gedenken
Die Witwe von Peter Christian Ludz gab 1979 eine Sammlung von Nachrufen auf den Verstorbenen heraus. Am 21. Januar 1981 fand eine wissenschaftliche Gedächtnissitzung an der Sozialwissenschaftlichen Fakultät der Ludwig-Maximilians-Universität München statt, die an Person und Werk von Ludz erinnerte. Auf dieser Veranstaltung referierten Kurt Sontheimer, Nikolaus Lobkowicz, Hermann Lübbe und M. Rainer Lepsius.

## Anhang